# 欧仁-亨利·格拉沃洛特
欧仁-亨利·格拉沃洛特（法語：Eugène-Henri Gravelotte，1876年2月6日—1939年8月23日），生于巴黎，法国男子击剑运动员。他是现代奥林匹克运动会第一位花剑冠军，比赛期间，他凭借小组赛不败战绩进入决赛，并在决赛中击败队友Henri Callot夺冠。